# Rocío de Meer
Rocío de Meer Méndez (26 de dezembro de 1989) é um advogada e política espanhola. Atualmente é deputada no Congresso dos Deputados de Espanha e vogal da comissão executiva do VOX.

## Biografia
Nasceu numa família militar em Madrid. Um dos seus avós foi o coronel e político Carlos de Meer de Ribera, o último governador civil das Ilhas Baleares. Estudou direito na Universidade Complutense de Madrid, onde se tornou presidente da sociedade de debate da universidade. Durante esse tempo, ela conheceu e se tornou amiga do futuro líder do Vox, Santiago Abascal.
Nas eleições de abril de 2019 foi eleita deputada ao Congresso dos Deputados representando o círculo eleitoral de Almeria. Foi reeleita nas eleições subsequentes em novembro.